# Barbourisia rufa
Barbourisia rufa Parr, 1945 è un pesce osseo abissale, unico appartenente alla famiglia Barbourisiidae (ordine Cetomimiformes).

## Distribuzione e habitat
Questa specie è diffusa in tutti gli oceani nelle aree tropicali e temperate. È assente dal mar Mediterraneo. Vive a profondità tra 120 e 2000 metri. I giovanili sono mesopelagici mentre gli adulti si incontrano in genere in prossimità del substrato.

## Descrizione
Come tutti i Cetomimiformes questa specie ha un aspetto grottesco a causa della grande bocca che supera ampiamente il piccolo occhio. La mandibola è più lunga della mascella, entrambe le mascelle possiedono denti minuti. Le pinne ventrali sono inserite molto indietro. La pelle e le pinne sono ricoperte di piccolissime spine che danno una sensazione tattile come di velluto. La linea laterale è formata da pori allineati ben evidenti. Colore rossastro. Raggiunge la taglia massima di 39 cm.

## Biologia
Ignota.

### Alimentazione
Si ipotizza che si nutra di crostacei.

## Pesca
B. rufa non ha nessun interesse, se non quello scientifico, per la pesca.